# أرثر روي
آرثر روي (بالإنجليزية: Arthur Rowe)‏ هو لاعب كرة قدم سابق ومدرب، كان يلعب في مركز الوسط الدفاعي، ولد في عام 1906 وبدأ مسيرته الكروية مع نادي توتنهام هوتسبير عام 1929 واستمر معهم حتى عام 1939 قبل أن يعتزل بسبب إصابة في الغضروف.

## تدريبه لتوتنهام هوتسبير
أما على مجال التدريب فقد بدأ تدريبه لفريق توتنهام هوتسبير عام 1949 وهو كذلك مخترع التكيتك الشهير «ون تو» أو «هات وخذ» خلال فترة تدريبه لتوتنهام هوتسبير وحقق معهم بهذا التكتيك دوري الدرجة الأولى عام 1950 والدوري الممتاز عام 1951 في موسميين متتاليين وحقق كذلك درع الأتحاد الإنجليزي عام 1951 بعد الفوز على نيوكاسل يونايتد 2-1 لكنه إضطر للاستقالة من تدريب توتنهام في عام 1955 بسبب المشاكل الصحية التي حلت به.

## تدريبه لكريستيال بالاس
عاد روي إلى التدريب من جديد بعد خمس سنوات من استقالته من تدريب توتنهام وإستلم دفة قيادة نادي كريستيال بالاس عام 1960 ليقودهم إلى الصعود من الدرجة الرابعة إلى الدرجة الثالثة قبل أن يستقيل مجدداً بسبب المشاكل الصحية في عام 1962.

## وفاته
توفي آرثر روي في 5 نوفمبر عام 1993 عن عمر يناهز 87 عاماً في ولينغتون، لندن.

## إنجازات آرثر روي
الدوري الممتاز: عام 1951.

وصيف الدوري الممتاز: عام 1952.

دروي الدرجة الأولى: عام 1950.

درع الاتحاد الإنجليزي: عام 1951.

وكذلك الصعود من الدرجة الرابعة إلى الثالثة (مع كريستيال بالاس): عام 1961.